# Кавендіська астрофізична група
Кавендіська астрофізична група (раніше Радіоастрономічна група) — один із трьох відділів астрономії Кембриджського університету. Базується в Кавендіській лабораторії Кембриджського університету, керує всіма телескопами в Маллардівської радіоастрономічній обсерваторії за винятком 32-метрового телескопа MERLIN (яким керує обсерваторія Джодрелл-Бенк).

## Інструменти, що розробляються групою
- Великий міліметровий радіотелескоп Атаками (ALMA) — кілька модулів цього міжнародного проекту
- Інтерферометр Обсерваторії Магдалена-Рідж[en]
- Радіоантена площею у Квадратний Кілометр (SKA)

## Інструменти в обслуговуванні
- Arcminute Microkelvin Imager (AMI)
- Приймач гетеродинної матриці для B-діапазону (HARP-B) на телескопі Джеймса Клерка Максвелла
- Космічний телескоп Планк

## Попередні інструменти
- Телескоп CLOVER[en]
- Дуже малий масив
- Телескоп Райла
- Кембріджський телескоп апертурного синтезу (COAST)[en]
- Телескоп космічної анізотропії[en]
- Кембриджський телескоп низькочастотного синтезу[en]
- Півмильний телескоп[en]
- Одномильний телескоп
- Решітка міжпланетних сцинтиляций[en], яка виявила перший пульсар
- Масив 4C[en], який створив каталог 4C[en]
- Кембриджський інтерферометр[en]
- Довгий інтерферометр Майкельсона[en]
- Різноманітні інструменти маскування апертури[en] для синтезу апертури

## Каталоги, видані групою
- Попередній огляд радіозір у Північній півкулі (іноді його називають каталогом 1C) на частоті 81,5 МГц (ненадійний при низьких рівнях потоку)
- Каталог 2C на частоті 81,5 МГц (ненадійний при низьких рівнях потоку)
- Каталог 3C на частоті 159 МГц
- Каталог 4C на частоті 178 МГц
- Каталог 5C на частоті 408 МГц і 1407 МГц
- Каталог 6C на частоті 151 МГц
- Каталог 7C на частоті 151 МГц
- Каталог 8C на частоті 38 МГц
- Каталог 9C на частоті 15 ГГц
- Каталог 10C на частоті 14–18 ГГц
- Cambridge Interplanetary Scintillation survey

## Відомі члени групи
- Мартін Райл, лауреат Нобелівської премії з фізики, засновник групи, колишній Королівський астроном
- Ентоні Г'юїш, лауреат Нобелівської премії з фізики, сконструював телескоп, який виявив перші пульсари
- Джоселін Белл Бернелл, учениця Г'юїша, першовідкривачка пульсарів
- Френсів Ґрем-Сміт — ранній співробітник Райла, пізніше Королівський астроном
- Малкольм Лонгейр[en], колишній керівник Кавендішської лабораторії
- Давид Сен-Жак[en], канадський астронавт